# Ulrike Genz
Pour les articles homonymes, voir Genz.
Ulrike Genz est une maîtresse brasseuse et fondatrice de la brasserie Schneeeule à Berlin.
Elle se spécialise sur les Berliner Weisse, un style de bière typique de Berlin et sur les levures indigènes.

## Biographie
Genz est berlinoise et en particulier du quartier berlinois, Wedding.
Elle étudie le génie civil à Weimar mais après quelques années en poste, elle décide de changer pour étudier la biotechnologie à l'Université technique de Berlin,,.
Ce programme d'études lui permet de se spécialiser en technologie de brassage.

## Carrière

### Début dans la bière
Genz découvre la Berliner Weisse (le champagne du nord) avec le maître brasseur de VLB, Kurt Marshall lors d'une conférence sur la bière.
Elle se passionne pour ce style de bières qui représente une part importante de la culture berlinoise et qui utilise des levures anciennes.
Genz découvre que la Berliner Weisse est un style de bières dont le savoir-faire est en train de se perdre, alors que jusqu'à la Première Guerre mondiale, la Berliner Weisse est la bière la plus consommée à Berlin. En effet, elle était souvent de meilleure qualité que l'eau potable.

### Brasserie Schneeeule
Après de multiples essais de brassage maison, Ulrike Genz lance en 2016 sa première bière en utilisant les locaux de la brasserie Willner.
Puis, elle se lance dans le développement d'une brasserie destinée à la production de bière de style Berliner Weisse avec Andreas Bogk.
Elle ouvre sa brasserie de 150 mètres carrés à Reinickendorf.
Pour sa marque, elle choisit la chouette comme symbole de la brasserie, car elle représente la sagesse et la connaissance.
La chouette est également en voie de disparition, tout comme la Berliner Weisse.